# الزاهر، البيضاء
الزاهر هي إحدى قرى الجمهورية اليمنية. وهي تتبع جغرافيًا لمحافظة البيضاء. وإداريًا لمديرية الزاهر. يبلغ تعداد سكانها 4941 نسمة حسب الإحصاء الذي جرى عام 2004.